# George John Romanes
George John Romanes (19 de maig de 1848 - 24 de maig de 1894). Naturalista i psicòleg anglès. Fundador de la psicologia comparada, basada en les similituds entre els processos cognitius humans i animals.
Fill d'un ministre escocès, Romanes va néixer a Kingston, Ontario. Als dos anys la seva família va tornar a Anglaterra, on va viure la resta de la seva vida. A la Universitat de Cambridge va estudiar medicina i psicologia. Allà va conèixer Charles Darwin i a Thomas Henry Huxley, amb qui va mantenir una forta amistat.

## Publicacions
- Candid Examination of Theism (publicada bajo el seudónimo dePhysicus) (1878)
- Animal Intelligence (1881)
- The Scientific Evidences of organic evolution (1881)
- Mental Evolution in Animals (1883)
- Physiological Selection: An Additional Suggestion on the Origin of Species (1886)
- Mental Evolution in Man (1888)
- Aristotle as a Naturalist (1891)
- Darwin and After Darwin (1892)
- Nots on Religion (publicació pòstuma)